# Bajtiyar Ajmédov
Bajtiyar Shajabutdínovich Ajmédov (en ruso: Бахтияр Шахабутдинович Ахмедов; Buinaksk, 5 de agosto de 1987) es un deportista ruso de origen cumuco que compitió en lucha libre.
Participó en los Juegos Olímpicos de Pekín 2008, obteniendo la medalla de oro en la categoría de 120 kg. Ganó una medalla de bronce en el Campeonato Europeo de Lucha de 2008.

## Palmarés internacional
| Juegos Olímpicos   | Juegos Olímpicos    | Juegos Olímpicos  | Juegos Olímpicos |
| Año                | Lugar               | Medalla           | Categoría        |
| ------------------ | ------------------- | ----------------- | ---------------- |
| 2008               | Pekín (China)       | Medalla de oro    | 120 kg           |
| Campeonato Europeo |                     |                   |                  |
| Año                | Lugar               | Medalla           | Categoría        |
| 2008               | Tampere (Finlandia) | Medalla de bronce | 120 kg           |